# Der Flug zur Westgrenze
Der Flug zur Westgrenze ist ein deutscher Stummfilm von 1914 aus der Hand von Max Obal.

## Handlung
Ein ausländischer Ingenieur stiehlt von einem deutschen Erfinder dessen Konstruktionspläne einer neuen Flugmaschine und türmt mit ihnen ins Ausland. Der Diebstahl wird rechtzeitig entdeckt und gibt dem deutschen Erfinder Gelegenheit, seinen Flugapparat bei der Verfolgung des Schurken einer Feuertaufe zu unterziehen. Er setzt sich in seine Erfindung, hebt ab und fliegt dem Schnellzug, mit dem sich der Dieb absetzen will, durch ganz Deutschland nach. Er überfliegt sogar die französische Grenze und lässt sich auf den fahrenden Zug nieder. Dann koppelt der tollkühne Pilot einige Waggons ab, überwindet den dreisten Dieb und kann die Pläne wieder an sich reißen. Schließlich entkommt er mit seinem Flieger.

## Produktionsnotizen
Der Flug zur Westgrenze wurde unter dem Titel Sein Rekordflug gedreht. Der noch zu Friedenszeiten im Continental-Film-Atelier in der Berliner Chausseestraße 123 hergestellte Dreiakter passierte im April 1914 die Filmzensur und wurde aus hochaktuellem Anlass – Spionagetätigkeit des Feindes gegen Deutschland zu Beginn des Ersten Weltkriegs – im September uraufgeführt. In Hamburg lief der Film am 24. Oktober 1914 an, in Österreich-Ungarn am 27. November desselben Jahres.

## Kritik
„Die deutsche Filmerzeugung bemüht sich, den Weltereignissen so rasch wie möglich zu folgen. Der innere Wert leidet wohl unter dieser Schnelligkeit, aber die erzeugten Bilder selbst beweisen, dass die deutsche Technik in der Herstellung von Lichtbildern weder an Erfindungsgeist, noch Kühnheit oder Geschick hinter ausländischen Fabrikaten zurücksteht. Das neueste Werk nennt sich: "Der Flug zur Westgrenze". (…) Ohne Schminke: die literarische Ausführung der Idee ist recht armselig, hundert interessante Möglichkeiten sind unausgeführt geblieben, aber die Bilder selbst sind einfach ganz grossartig und geradezu ein Triumph der Technik. Der Trick des Niederlassens eines Fliegers auf einen Eisenbahnzug ist nicht die Hauptsache, dies sind vielmehr die herrlichen Aufnahmen aus einem Luftschiff, das sich in kühnen Spiralen in die Lust emporschraubt, mit der sich drehenden Landschaft unten und den immer kleiner werdenden Gegenständen. Man sitzt gleichsam selbst in dem Apparat und wird von einem Gefühl des Schwindels erfasst. Diese prächtigen Aufnahmen verdienen es, angesehen zu werden. Weshalb kann die Fabel nicht auf gleicher Höhe stehen? Wann werden unsere Filmerzeuger endlich begreifen, dass Schriftsteller und Dichter zur Ausarbeitung guter Ideen gehören?“